# Appetite
Appetite is een internationaal, aan collegiale toetsing onderworpen wetenschappelijk tijdschrift op het gebied van de gedragswetenschap en de voedingsleer.
Het wordt uitgegeven door Elsevier en verschijnt tweemaandelijks.
Het eerste nummer verscheen in 1980.